# Adolf van der Voort van Zijp
Adolf Dirk Coenraad van der Voort van Zijp (Klambir Lima, 1º settembre 1892 – Monaco, 8 marzo 1978) è stato un cavaliere olandese.

## Palmarès
Olimpiadi
- 3 medaglie:
  - 3 ori (concorso completo individuale a Parigi 1924, concorso completo a squadre a Parigi 1924, concorso completo a squadre a Amsterdam 1928)